# Oppo
Guangdong Oppo Mobile Telecommunications Corp., Ltd, послује као Oppo, је кинески произвођач потрошачке електронике из Дунгуана. Производи смартфоне, аудио-уређаје, батерије и друге електронске производе.